# Stazione di Howth Junction
La stazione di Howth Junction è una stazione ferroviaria situata a Donaghmede, un quartiere periferico di Dublino, Irlanda. È utilizzata prevalentemente dagli abitanti della già citata Donaghmede e Kilbarrak. È situata dove la Dublin–Belfast, si separa dalla linea che porta ad Howth ed è anche il punto in cui, a Nord, la trans-Dublin della DART si separa nei due rami che hanno come capolinea Malahide e Howth. Fu aperta il 1º ottobre 1848.

## Servizi
- Bar
- Servizi igienici
- Capolinea autolinee
- Biglietteria a sportello
- Biglietteria self-service
- Distribuzione automatica cibi e bevande